# Mitti-Grantjärnen
Mitti-Grantjärnen är en sjö i Kalix kommun i Norrbotten och ingår i Kalixälvens huvudavrinningsområde. Sjön har en area på 0,028 kvadratkilometer och ligger 38 meter över havet.

## Delavrinningsområde
Mitti-Grantjärnen ingår i det delavrinningsområde (732740-183220) som SMHI kallar för Ovan VDRID = Innanbäcken i Kalixälvens vattendrag*. Medelhöjden är 17 meter över havet och ytan är 10,95 kvadratkilometer. Räknas de 1039 avrinningsområdena uppströms in blir den ackumulerade arean 18 039,53 kvadratkilometer. Avrinningsområdets utflöde Kalixälven (Kaitumälven) mynnar i havet. Avrinningsområdet består mestadels av skog (43 procent), öppen mark (18 procent) och jordbruk (10 procent). Avrinningsområdet har 2,14 kvadratkilometer vattenytor vilket ger det en sjöprocent på 19,5 procent. Bebyggelsen i området täcker en yta av 0,7 kvadratkilometer eller 6 procent av avrinningsområdet.